# Archispirostreptus compressicauda
Archispirostreptus compressicauda är en mångfotingart som beskrevs av Filippo Silvestri 1895. Archispirostreptus compressicauda ingår i släktet Archispirostreptus och familjen Spirostreptidae. Inga underarter finns listade i Catalogue of Life.